# Antonio Miguel Alcover Beltrán
Antonio Miguel Alcover Beltrán (1875-1915) fue un periodista e historiador cubano. Autor de La Historia de Sagua.

## Biografía
Historiador cubano del siglo XIX. Proveniente de una familia muy progresista de Sagua la Grande, su abuelo Antonio Miguel Alcover Jaume trajo la imprenta por primera vez a la Provincia de Villa Clara, Cuba, creando además el primer periódico, que se llamaba en 1952 Hoja Económica del Puerto de Sagua la Grande (más tarde reducido a El Sagua). 
Su padre fue un gran intelectual y periodista reconocido en toda la isla de Cuba. 
Se destacó en el mundo intelectual cubano de su época, y dejó muchas contribuciones en el mundo literario, pero la gran obra de su vida fue la de escribir La Historia de Sagua en el siglo XIX, para lo cual dedicó muchas horas de su corta vida y que al final influyeron en su muerte prematura. 
Visitaba casi diariamente a todo aquel que tuviera una anécdota de interés para su obra y en 1905 logró recopilar muchas hojas de anotaciones, las que gracias a su imprenta, logró convertirlas en el valioso libro con que cuenta la villa del Undoso para seguir los acontecimientos sucedidos durante el siglo XIX.
El dinero para financiar la obra lo recolectó por subscripción anticipada, donde toda la clase alta de la sociedad sagüera puso su aporte para su impresión. 
Visitó además archivos locales, provinciales y nacionales, con sus propios recursos para lograr este sueño particular, y escribió a varios archivos internacionales con el objeto de obtener información valiosa.